# 哈維爾·曼基略
哈维尔·曼基略·盖坦（西班牙語：Javier Manquillo Gaitán；1994年5月5日—）是一名西班牙足球運動員，司職右後衛，現時效力西甲球隊切爾達。

## 球會

### 马德里竞技
曼基略出生在馬德里,他與他的孿生哥哥Victor同樣是皇家馬德里的青訓球員。在2007年中旬，他轉會到同城球會馬德里體育會。  2011年11月，他為球會出戰一場友誼賽; 在同年12月他與床單軍團延長合約到2016年。
在2011年12月8日的西班牙國王盃賽事，曼基略終於迎來他首場在床單軍團的正式賽事，但球會最終以1:2作客不敵阿爾巴塞特。總回合1:3不敵對手出局。他在随后在对皇家社会和马拉加的賽事中都在替補名單但並沒有被派遣出場。其後，他再被球會分配到B隊，出场13次並協助B隊以第三名完成該季賽事。
2012年11月28日，曼基略第二次為床單軍團正式上陣。他在12-13球季國王盃賽事中正選上陣63分鐘，協助球會以3:0大勝皇家哈恩。 同年12月6日，他在12-13歐霸聯賽上陣，球隊作客以0:1不敵捷克足球甲級聯賽球會比爾森勝利.
曼基略在球隊主場6:0大勝拉科魯尼亞的比賽中，迎來他在西甲的處子登場.他在下半場以替補身份入替隊友菲利佩·路易斯。 2013年9月3日，曼基略與球會延長合約至2018年夏季。
2014年2月11日，馬德里體育會對陣同城死敵皇家馬德里的西班牙國王盃的4強次回合的賽事中，曼基略参与了两次与克里斯蒂亚诺·罗纳尔多的事件。首先，在開賽七分鐘，他在禁區內犯規被判罰了一个点球，葡萄牙人操刀直接命中，最终令皇馬以2-0取胜（總比數為5-0）。後來，两人在空中頭球的爭奪戰中，曼奎洛的頭朝下倒在地上 令他颈部受伤，從而缺阵了持续一个月以上。

### 利物浦 （租借）
2014年8月6日， 曼基略租借加盟利物浦，为期两年。2015年7月退回。

### 纽卡斯尔
2017年7月21日，曼基略签约英超俱乐部纽卡斯尔联队，合同为期三年，费用未透露。2021年9月11日，在客场4-1输给曼联的联赛中，他打进了自己在新球會的第一個进球。

## 榮譽

### 球會
馬德里體育會
- 西甲:2013-14賽季冠軍
- 西班牙國王盃:2013年冠軍
- 歐洲聯賽冠軍盃:  2013–14亞軍

### 國家隊
西班牙U19
- 歐洲U-19足球錦標賽: 2012
- U19世界盃足球賽：季軍 2009年

## 外部連結
- 馬德里體育會官方檔案 （西班牙文）
- BDFutbol檔案（页面存档备份，存于） （英文）
- Futbolme profile（页面存档备份，存于） （西班牙文）
- 哈維爾·曼基略－UEFA國際賽競賽紀錄
- Soccerway profile（页面存档备份，存于）（英文）